# Hakuträsk
Hakuträsk är en sjö i Sjundeå kommun i Finland.   Den ligger i landskapet Nyland, i den södra delen av landet, 40 km väster om huvudstaden Helsingfors. Hakuträsk ligger 65 meter över havet. I omgivningarna runt Hakuträsk växer i huvudsak barrskog. Arean är 2,1 hektar och strandlinjen är 0,53 kilometer lång. Sjön  ingår i Sjundeå å huvudavrinningsområde. 
I övrigt finns följande vid Hakuträsk:
- Bytträsk (en sjö)